# جون ماكلولين (لاعب كرة قدم مواليد 1952)
جون ماكلولين (بالإنجليزية: John McLaughlin)‏ هو لاعب كرة قدم بريطاني في مركز الوسط، ولد في 25 فبراير 1952 في ليفربول في المملكة المتحدة. لعب مع دالاس تورنايدو وماكليسفيلد تاون ونادي بارو ونادي بورتسموث ونادي ريكسهام ونادي ليفربول.